# شهرستان فرانکلین (کارولینای شمالی)
شهرستان فرانکلین، کارولینای شمالی (به انگلیسی: Franklin County, North Carolina) یک سکونتگاه مسکونی در ایالات متحده آمریکا است که در کارولینای شمالی واقع شده‌است.

## خصوصیات
شهرستان فرانکلین ۱٬۲۸۲٫۰۵ کیلومترمربع مساحت دارد.